# EPrix van Long Beach 2015
De ePrix van Long Beach 2015 werd gehouden op 4 april 2015 op een aangepaste versie van het Stratencircuit Long Beach. Het was de zesde race van het eerste Formule E-seizoen.

## Kwalificatie
| Pos | No | Coureur                | Team               | Tijd     | Grid |
| --- | -- | ---------------------- | ------------------ | -------- | ---- |
| 1   | 66 | Daniel Abt             | Audi Sport ABT     | 56.937   | 1    |
| 2   | 8  | Nicolas Prost          | e.dams Renault     | 56.944   | 2    |
| 3   | 99 | Nelson Piquet jr.      | China Racing       | 56.974   | 3    |
| 4   | 11 | Lucas di Grassi        | Audi Sport ABT     | 57.083   | 4    |
| 5   | 27 | Jean-Éric Vergne       | Andretti Autosport | 57.106   | 5    |
| 6   | 28 | Scott Speed            | Andretti Autosport | 57.156   | 6    |
| 7   | 55 | António Félix da Costa | Amlin Aguri        | 57.182   | 7    |
| 8   | 7  | Jérôme d'Ambrosio      | Dragon Racing      | 57.184   | 8    |
| 9   | 30 | Stéphane Sarrazin      | Venturi Grand Prix | 57.261   | 9    |
| 10  | 9  | Sébastien Buemi        | e.dams Renault     | 57.288   | 10   |
| 11  | 2  | Sam Bird               | Virgin Racing      | 57.304   | 11   |
| 12  | 21 | Bruno Senna            | Mahindra Racing    | 57.347   | 11   |
| 13  | 10 | Jarno Trulli           | Trulli GP          | 57.417   | 13   |
| 14  | 3  | Jaime Alguersuari      | Virgin Racing      | 57.449   | 14   |
| 15  | 23 | Nick Heidfeld          | Venturi Grand Prix | 57.508   | 15   |
| 16  | 88 | Charles Pic            | China Racing       | 57.818   | 16   |
| 17  | 6  | Loïc Duval             | Dragon Racing      | 57.905   | 17   |
| 18  | 5  | Karun Chandhok         | Mahindra Racing    | 57.921   | 18   |
| 19  | 77 | Salvador Durán         | Amlin Aguri        | 57.950   | 19   |
| 20  | 18 | Vitantonio Liuzzi      | Trulli GP          | 1:12.813 | 20   |

## Race
| Pos | No | Coureur                | Team               | Rondes | Tijd/Oorzaak uitval | Grid | Punten |
| --- | -- | ---------------------- | ------------------ | ------ | ------------------- | ---- | ------ |
| 1   | 99 | Nelson Piquet jr.      | China Racing       | 39     | 46:01.971           | 3    | 25     |
| 2   | 27 | Jean-Éric Vergne       | Andretti Autosport | 39     | +1.705              | 5    | 18     |
| 3   | 11 | Lucas di Grassi        | Audi Sport ABT     | 39     | +2.994              | 4    | 15     |
| 4   | 9  | Sébastien Buemi        | e.dams Renault     | 39     | +3.518              | 10   | 12     |
| 5   | 21 | Bruno Senna            | Mahindra Racing    | 39     | +8.884              | 12   | 10     |
| 6   | 7  | Jérôme d'Ambrosio      | Dragon Racing      | 39     | +13.460             | 8    | 8      |
| 7   | 55 | António Félix da Costa | Amlin Aguri        | 39     | +16.171             | 7    | 6      |
| 8   | 3  | Jaime Alguersuari      | Virgin Racing      | 39     | +17.975             | 14   | 4      |
| 9   | 6  | Loïc Duval             | Dragon Racing      | 39     | +18.436             | 17   | 2      |
| 10  | 30 | Stéphane Sarrazin      | Venturi Grand Prix | 39     | +20.418             | 9    | 1      |
| 11  | 23 | Nick Heidfeld          | Venturi Grand Prix | 39     | +21.326             | 15   |        |
| 12  | 5  | Karun Chandhok         | Mahindra Racing    | 39     | +32.917             | 18   |        |
| 13  | 18 | Vitantonio Liuzzi      | Trulli GP          | 39     | +38.592             | 20   |        |
| 14  | 8  | Nicolas Prost          | e.dams Renault     | 39     | +42.375             | 2    | 2      |
| 15  | 66 | Daniel Abt             | Audi Sport ABT     | 39     | +44.361             | 1    | 3      |
| 16  | 88 | Charles Pic            | China Racing       | 39     | +58.125             | 16   |        |
| DNF | 77 | Salvador Durán         | Amlin Aguri        | 27     |                     | 19   |        |
| DNF | 2  | Sam Bird               | Virgin Racing      | 22     |                     | 11   |        |
| DNF | 10 | Jarno Trulli           | Trulli GP          | 17     |                     | 13   |        |
| DNF | 28 | Scott Speed            | Andretti Autosport | 3      |                     | 6    |        |

## Standen na de race

### Coureurs
| Positie | Rijder            | Team           | Punten |
| ------- | ----------------- | -------------- | ------ |
| 1       | Lucas di Grassi   | Audi Sport ABT | 75     |
| 2       | Nelson Piquet jr. | China Racing   | 74     |
| 3       | Nicolas Prost     | e.dams Renault | 69     |
| 4       | Sébastien Buemi   | e.dams Renault | 55     |
| 5       | Sam Bird          | Virgin Racing  | 52     |

### Constructeurs
| Positie | Team               | Punten |
| ------- | ------------------ | ------ |
| 1       | e.dams Renault     | 124    |
| 2       | Audi Sport ABT     | 97     |
| 3       | Virgin Racing      | 82     |
| 4       | Andretti Autosport | 80     |
| 5       | China Racing       | 74     |